# Andrzej Cłapa

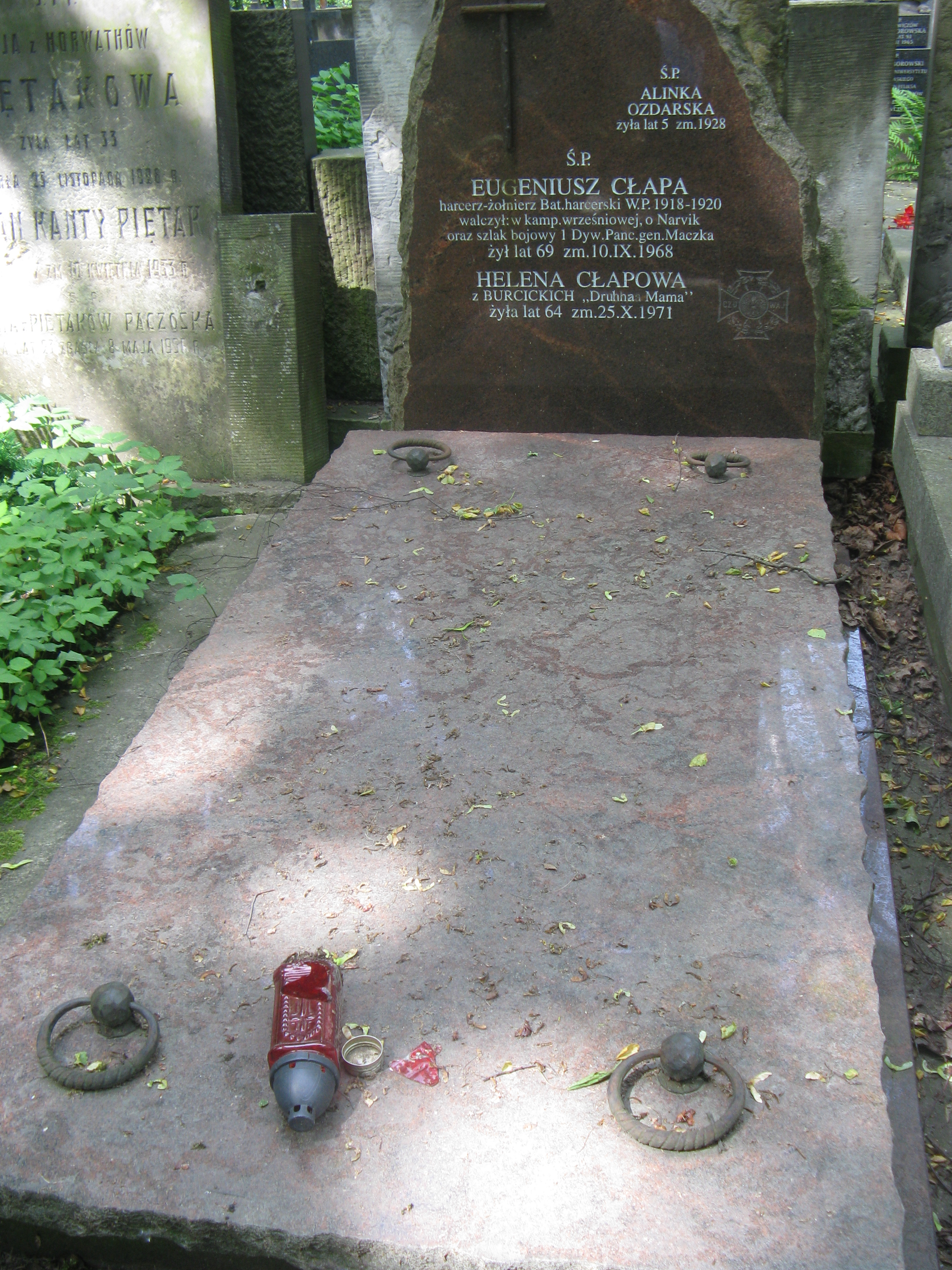
Grób Andrzeja Cłapy na cmentarzu Powązkowskim

Andrzej Cłapa (ur. 1931 w Warszawie, zm. 29 maja 2007) – polski działacz społeczny i harcerski, podharcmistrz oraz fotograf amator. Z zawodu inżynier elektryk.
Z harcerstwem związany od 7 roku, życia. W latach 1957–1960 był instruktorem Hufca Warszawa-Mokotów, a od 1985 r. działaczem Harcerskiego Ruchu Seniorów w kręgach Twierdza i Mokotów oraz Krajowej Rady Harcerskich Kręgów Seniorów. Autor wielu cykli fotografii ilustrujących historię ruchu seniorów i starszyzny harcerskiej w Polsce. Wyróżniony tytułem honorowego „Seniora ZHP”.
W latach 1974–1986 był członkiem Społecznego Komitetu Opieki nad Cmentarzem „Stare Powązki” oraz w latach 1981-1983 członkiem Społecznego Komitetu Organizacyjnego Muzeum Powstania Warszawskiego.
Pochowany na cmentarzu Powązkowskim w Warszawie (kwatera 113-3-22).

## Odznaczenia
- Złoty Krzyż Zasługi
- Złota Odznaka „Za Opiekę nad Zabytkami”
- Srebrna Odznaka „Zasłużony dla Uzdrowisk Polskich”
- Złoty Krzyż za Zasługi dla ZHP
- Srebrny Krzyż za Zasługi dla ZHP